# Karma (lukostřelkyně)
Karma (* 6. června 1990 okres Trashiyangtse) je bhútánská sportovní lukostřelkyně, která tuto zemi, ve které je lukostřelba národním sportem, reprezentovala v turnaji jednotlivkyň na olympijských hrách v Riu de Janeiru a Tokiu.

## Letní olympijské hry 2016
Karma začala s moderní lukostřelbou v 18 letech. Na olympijské hry v roce 2016 se kvalifikovala na divokou kartu udělovanou komisí složenou ze zástupců Mezinárodního olympijského výboru, národních výborů a sportovních federací za účelem zvýšení různorodosti zastoupených zemí na základě jejích výkonů na Asijském lukostřeleckém šampionátu v roce 2015 a kvalifikačním turnaji Světového poháru 2016. Jako jedna ze dvou reprezentantek Bhútánu byla vlajkonoškou na zahajovacím ceremoniálu a sportovní střelkyně Lenchu Kunzang nesla vlajku na zakončovacím ceremoniálu.
V úvodní části nastřílela 588 bodů z možných 720, což ji řadilo na 60. příčku ze 64. V prvním kole vyřazovací části nastoupila proti Tujaně Dašidoržijevě, se kterou prohrála v pěti setech 7 : 3 na body a v turnaji skončila.

## Letní olympijské hry 2020
Na rozdíl od Ria, na olympijské hry v Tokiu se kvalifikovala přímo svým výkonem (jako vůbec první sportovec z Bhútánu), když na asijském kvalifikačním turnaji v roce 2019 postoupila do semifinále a požadovaného olympijského skóre dosáhla v květnu 2021. Při zahajovacím ceremoniálu nesla bhútánskou vlajku spolu s plavcem Sangayem Tenzinem. V kvalifikaci nastřílela osobní maximum 616 bodů, což stačilo na 56. místo ze 64. V prvním kole narazila na první ženu v žebříčku Mezinárodní lukostřelecké federace Deepiku Kumariovou a po slabém výkonu prohrála 6 : 0.